# Horisme rufilunata
Horisme rufilunata là một loài bướm đêm trong họ Geometridae.